# Radovîci, Ivanîci
Radovîci (în ucraineană Радовичі) este localitatea de reședință a comunei Radovîci din raionul Ivanîci, regiunea Volînia, Ucraina.

## Demografie
Componența lingvistică a localității Radovîci
     Ucraineană (99,56%)
     Alte limbi (0,44%)
Conform recensământului din 2001, majoritatea populației localității Radovîci era vorbitoare de ucraineană (99,56%), existând în minoritate și vorbitori de alte limbi.